# Kunsha
Kunsha (kinesiska: 昆莎, 昆莎乡) är en socken i Kina. Den ligger i den autonoma regionen Tibet, i den sydvästra delen av landet, omkring 1 100 kilometer väster om regionhuvudstaden Lhasa.
Genomsnittlig årsnederbörd är 252 millimeter. Den regnigaste månaden är augusti, med i genomsnitt 44 mm nederbörd, och den torraste är december, med 6 mm nederbörd.